# Alter Markt (Saalfeld)
Alter Markt ist ein Stadtteil der Stadt Saalfeld/Saale im Landkreis Saalfeld-Rudolstadt in Thüringen.

## Lage
Saalfelds Alter Markt befindet sich westlich der Saale, südlich des Schlossparks und nördlich des Saaltores. In der noch verbliebenen Saaleaue stehen Bäume auf Wiesen und dann schließt ein Wohngebiet an.

## Geschichte
Der alte Markt geht auf ein 1071 von Erzbischof Anno II. von Köln gegründetes Benediktinerkloster zurück, welches das Jagd- und Rodungsrecht hatte. 1074 entstand mit Erteilung der Marktrechte die Gemeinde Alter Markt. 1863 wurde der Stadtteil offiziell nach Saalfeld eingemeindet.

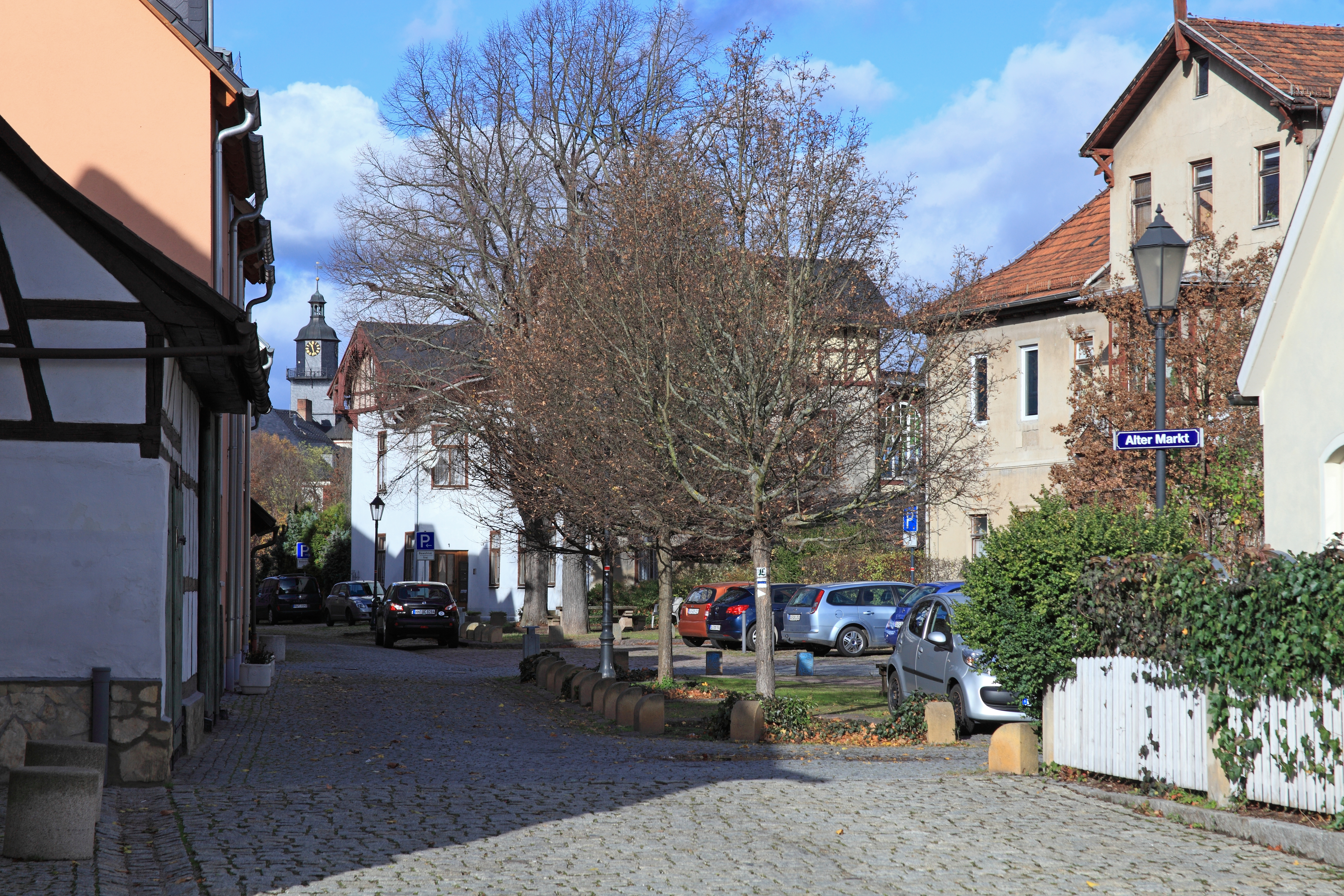
Saalfeld, Alter Markt 1
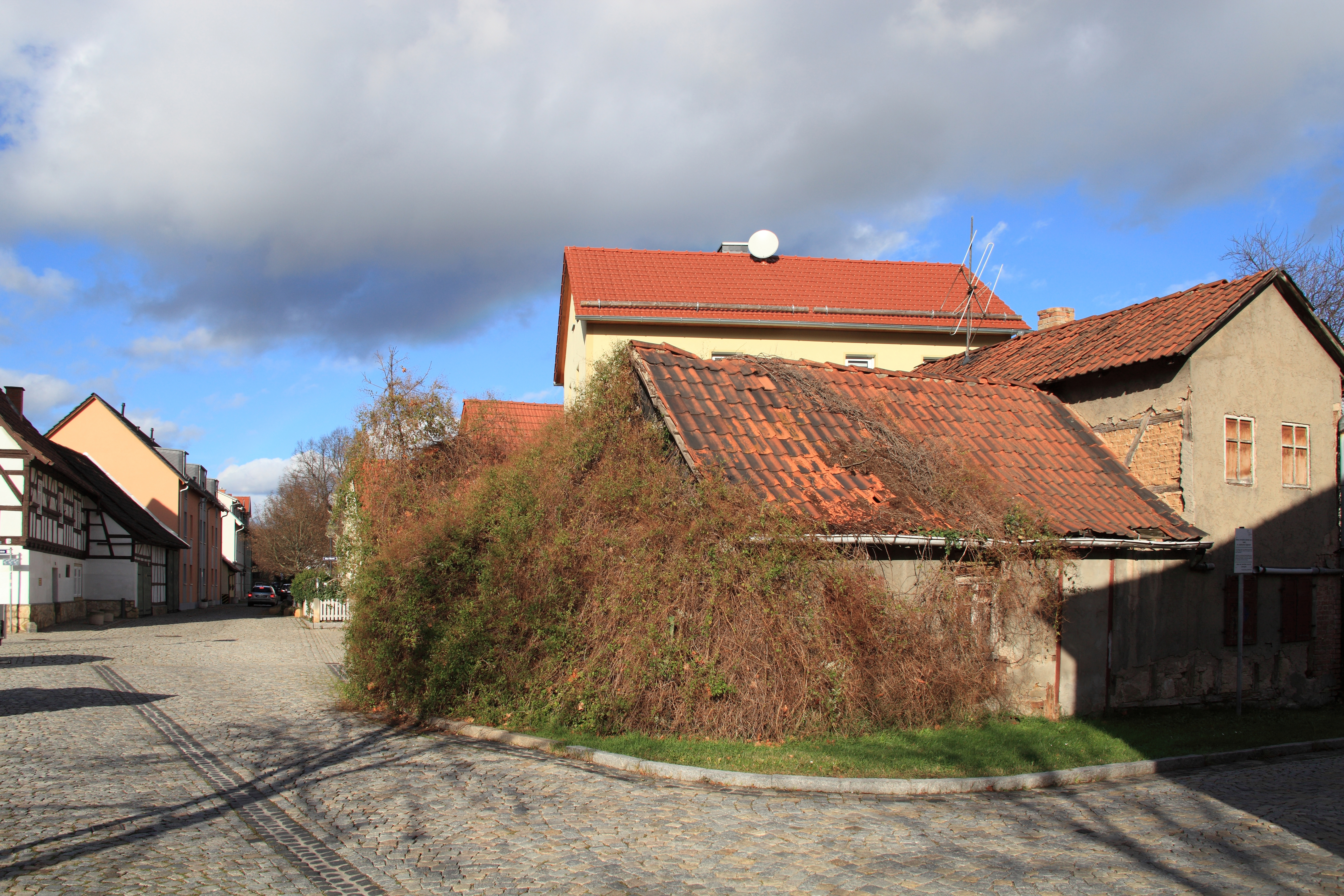
Saalfeld, Alter Markt 2
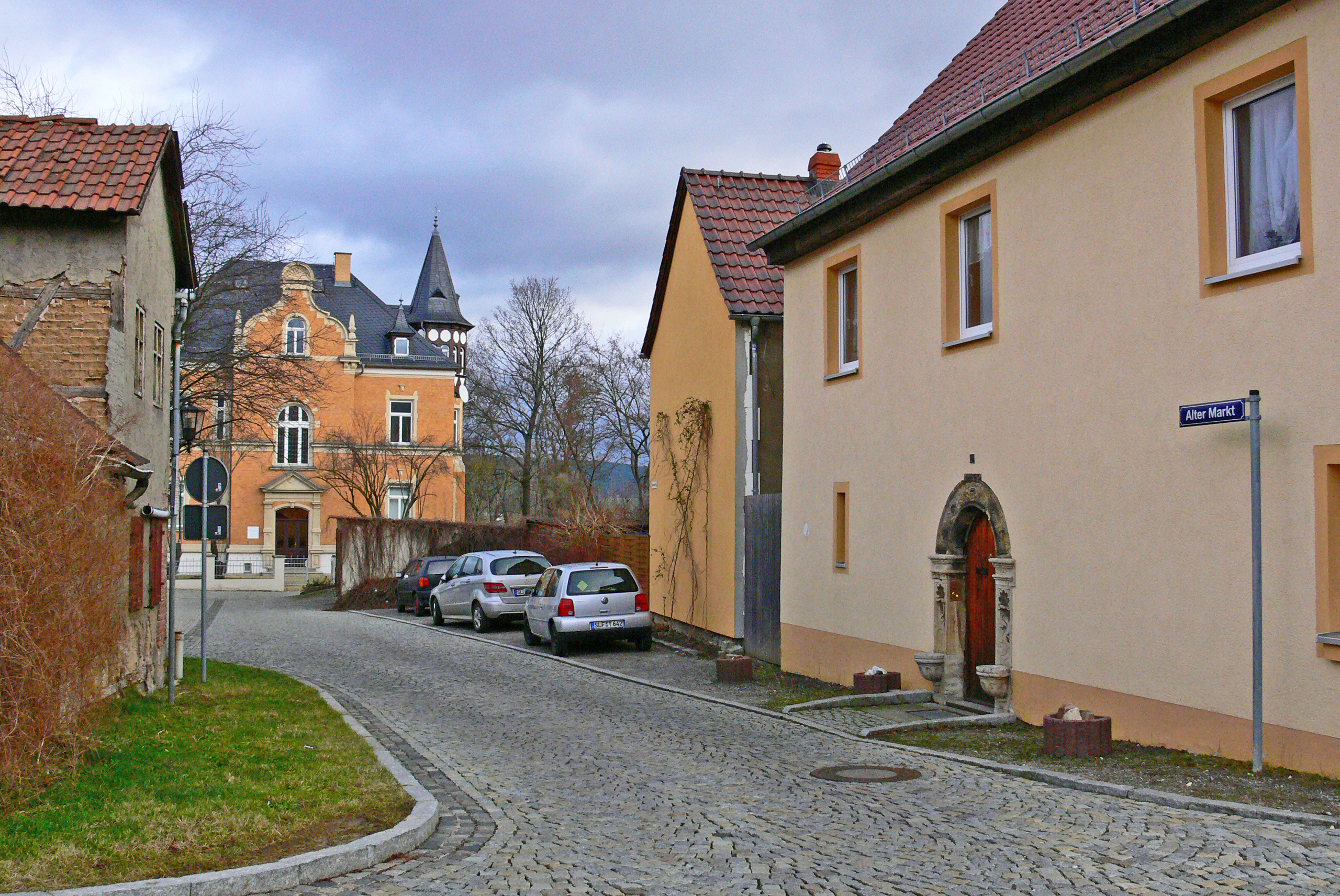
Saalfeld, Alter Markt 3
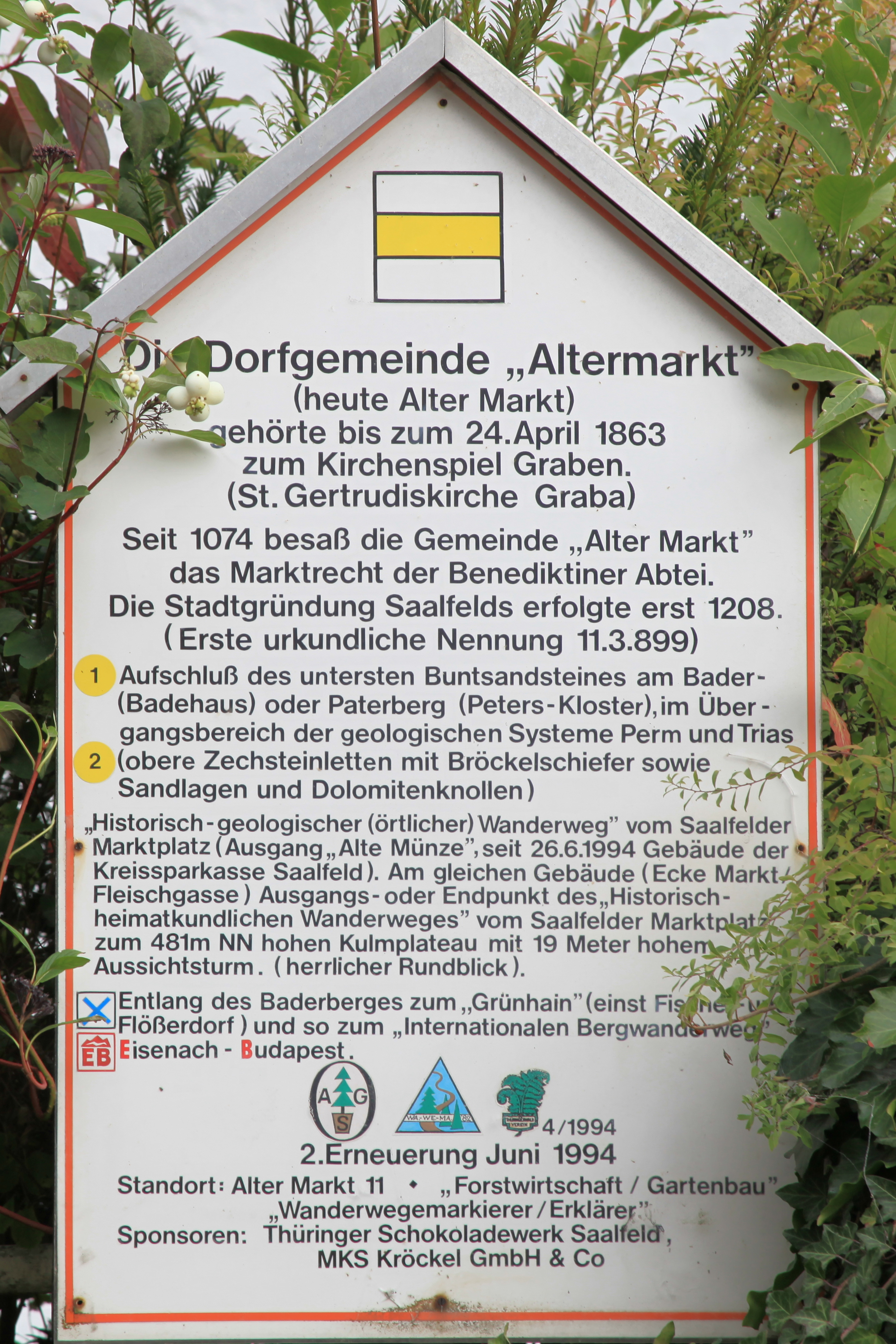
Saalfeld, Alter Markt 4